# Кравцов, Эдуард Викторович
Эдуа́рд Ви́кторович Кравцо́в (род. 7 февраля 1974, Кемерово) — российский тренер по боксу. Личный тренер двукратного чемпиона мира, чемпиона Европы, бронзового призёра Олимпийских игр Михаила Алояна. С 2017 года — главный тренер национальной сборной России по боксу. Заслуженный тренер России (2006).

## Биография
Эдуард Кравцов родился 7 февраля 1974 года в городе Кемерово.
В период 1998—2000 годов занимал должность старшего тренера сборной команды Красноярского края по боксу, также в 1998—2000 и 2005—2006 годах работал тренером в юниорской сборной команде России. Осуществлял тренерскую деятельность на отделении бокса Новосибирского центра высшего спортивного мастерства. Тренер высшей квалификационной категории. За выдающиеся успехи на тренерском поприще в 2006 году удостоен почётного звания «Заслуженный тренер России».
Впоследствии работал тренером в Обнинске в Специализированной детско-юношеской спортивной школе олимпийского резерва «Квант», где принимал непосредственное участие в подготовке титулованного боксёра Бэлика Галанова. Начиная с 2007 года являлся личным тренером российского боксёра Михаила Алояна, который пришёл к нему от детского тренера Николая Салихова. Под руководством Кравцова Алоян дважды выигрывал чемпионаты мира, побеждал на чемпионате Европы, становился обладателем Кубка мира и бронзовым призёром летних Олимпийских игр в Лондоне.
С 2011 года Эдуард Кравцов является старшим тренером российской национальной сборной по боксу, выступающей на турнирах Всемирной серии бокса. В дебютном сезоне команда под его руководством заняла второе место, уступив только команде Италии, а его подопечный Адлан Абдурашидов стал вторым в общем личном зачёте. В сезоне 2013/2014 команда Кравцова дошла до стадии полуфиналов и получила бронзу, в сезоне 2014/2015 повторила это достижение. Также в период 2012—2017 годов Кравцов находился на посту старшего тренера мужской сборной команды России. 30 июня 2017 года назначен на должность главного тренера сборной.
В 2012 году удостоен звания «Почётный динамовец». Награждён медалью ордена «За заслуги перед Отечеством» II степени (2013).
Имеет высшее образование, в 2014 году окончил Красноярский государственный педагогический университет имени В. П. Астафьева.